# Roemenië op het Europees kampioenschap voetbal 2008
Roemenië was een van de deelnemende landen op het Europees kampioenschap voetbal 2008 in Zwitserland en Oostenrijk. Het was de vierde deelname van het Oost-Europese land. Bij het laatste EK waaraan Roemenië deelnam, het EK 2000, strandde Roemenië in de kwartfinale. Voor het vorige EK in Portugal (het EK 2004) wisten de Roemenen zich niet te kwalificeren.

## Kwalificatie
Roemenië was een van de 52 leden van de UEFA die zich inschreef voor de kwalificatie voor het EK 2008. Twee van die leden, Zwitserland en Oostenrijk, waren als organiserende landen al geplaatst. Roemenië werd als land uit pot 2 ingedeeld in groep G, samen met Nederland (uit pot 1), Bulgarije (uit pot 3), Slovenië (uit pot 4), Albanië (uit pot 5), Wit-Rusland (uit pot 6) en Luxemburg (uit pot 7). De nummers 1 en 2 uit elke poule kwalificeerde zich direct voor het Europees Kampioenschap.
Roemenië kwalificeerde zich redelijk eenvoudig voor het EK door als eerste in groep G te eindigen. Tegen de grootste rivaal uit de groep, Nederland, speelde ze uit 0-0 en thuis wonnen ze met 1-0. Roemenië leed het andere puntenverlies alleen tegen Bulgarije: thuis werd 2-2 gelijkgespeeld, terwijl uit 1-0 werd verloren. De rest van de wedstrijden werden allen gewonnen, waardoor Roemenië drie punten voorbleef op Nederland.

### Kwalificatieduels
| 2 september 2006 | Roemenië    | 2 – 2 | Bulgarije   |
| 6 september 2006 | Albanië     | 0 – 2 | Roemenië    |
| 7 oktober 2006   | Roemenië    | 3 – 1 | Wit-Rusland |
| 24 maart 2007    | Nederland   | 0 – 0 | Roemenië    |
| 28 maart 2007    | Roemenië    | 3 – 0 | Luxemburg   |
| 2 juni 2007      | Slovenië    | 1 – 2 | Roemenië    |
| 6 juni 2007      | Roemenië    | 2 – 0 | Slovenië    |
| 8 september 2007 | Wit-Rusland | 1 – 3 | Roemenië    |
| 13 oktober 2007  | Roemenië    | 1 – 0 | Nederland   |
| 17 oktober 2007  | Luxemburg   | 0 – 2 | Roemenië    |
| 17 november 2007 | Bulgarije   | 1 – 0 | Roemenië    |
| 21 november 2007 | Roemenië    | 6 – 1 | Albanië     |

### Eindstand groep G
| Land        | Wed | Win | Gel | Ver | DV | DT | +/- | Pnt |
| ----------- | --- | --- | --- | --- | -- | -- | --- | --- |
| Roemenië    | 12  | 9   | 2   | 1   | 26 | 7  | 19  | 29  |
| Nederland   | 12  | 8   | 2   | 2   | 15 | 5  | 10  | 26  |
| Bulgarije   | 12  | 7   | 4   | 1   | 18 | 7  | 11  | 25  |
| Wit-Rusland | 12  | 4   | 1   | 7   | 17 | 23 | -6  | 13  |
| Albanië     | 12  | 2   | 5   | 5   | 12 | 18 | -6  | 11  |
| Slovenië    | 12  | 3   | 2   | 7   | 9  | 16 | -7  | 11  |
| Luxemburg   | 12  | 1   | 0   | 11  | 2  | 23 | -21 | 3   |

## Wedstrijden op het Europees kampioenschap
Roemenië werd bij de loting op 2 december 2007 als land uit pot 3 ingedeeld in groep C. In deze groep werden ook oude bekende Nederland (uit pot 1), wereldkampioen Italië (uit pot 2), en verliezend WK-finalist Frankrijk (uit pot 4) toegevoegd. Door deze sterke loting wordt de groep ook wel "de Groep des Doods" genoemd.

### Groep C
| Land      | Wed | Win | Gel | Ver | DV | DT | +/− | Pnt |
| --------- | --- | --- | --- | --- | -- | -- | --- | --- |
| Nederland | 1   | 1   | 0   | 0   | 3  | 0  | +3  | 6   |
| Roemenië  | 2   | 0   | 2   | 0   | 1  | 1  | 0   | 2   |
| Frankrijk | 1   | 0   | 1   | 0   | 0  | 0  | 0   | 1   |
| Italië    | 2   | 0   | 1   | 1   | 1  | 4  | -3  | 1   |

### Wedstrijden
|             |                    |       |           |                                                           |
| 9 juni 2008 | Roemenië           | 0 – 0 | Frankrijk | Letzigrund, Zürich Scheidsrechter: Manuel Mejuto González |
| 9 juni 2008 | (wedstrijdverslag) |       |           | Letzigrund, Zürich Scheidsrechter: Manuel Mejuto González |

|              |                       |                    |                 |                                                       |
| 13 juni 2008 | Italië                | 1 – 1              | Roemenië        | Letzigrund, Zürich Scheidsrechter: Tom Henning Øvrebø |
| 13 juni 2008 | Christian Panucci 56' | (wedstrijdverslag) | 55' Adrian Mutu | Letzigrund, Zürich Scheidsrechter: Tom Henning Øvrebø |

|              |                    |       |          |                                                       |
| 17 juni 2008 | Nederland          | 2 – 0 | Roemenië | Stade de Suisse, Bern Scheidsrechter: Massimo Busacca |
| 17 juni 2008 | (wedstrijdverslag) |       |          | Stade de Suisse, Bern Scheidsrechter: Massimo Busacca |

## Selectie en statistieken
Op 28 mei 2008 maakte bondscoach Victor Pițurcă de namen van de 23 spelers bekend die Roemenië op het Europees kampioenschap gaan vertegenwoordigen. De volgende 23 namen zijn geselecteerd voor het Europees kampioenschap:
| No. | Naam              | Club                  | Positie      | W |   |   | D | A |   |   |   |
| --- | ----------------- | --------------------- | ------------ | - | - | - | - | - | - | - | - |
| 1.  | Bogdan Lobonț     | Dinamo Boekarest      | Doelman      | 3 | 0 | 0 | 0 | 0 | 0 | 0 | 0 |
| 2.  | Cosmin Contra     | Getafe CF             | Verdediger   | 3 | 0 | 0 | 0 | 0 | 1 | 0 | 0 |
| 3.  | Răzvan Raț        | Sjachtar Donetsk      | Verdediger   | 3 | 0 | 0 | 0 | 0 | 0 | 0 | 0 |
| 4.  | Gabriel Tamaș     | AJ Auxerre            | Verdediger   | 3 | 0 | 0 | 0 | 0 | 0 | 0 | 0 |
| 5.  | Cristian Chivu    | Internazionale        | Verdediger   | 3 | 0 | 0 | 0 | 0 | 2 | 0 | 0 |
| 6.  | Mirel Rădoi       | Steaua Boekarest      | Verdediger   | 2 | 0 | 2 | 0 | 0 | 0 | 0 | 0 |
| 7.  | Florentin Petre   | CSKA Sofia            | Middenvelder | 2 | 1 | 1 | 0 | 0 | 0 | 0 | 0 |
| 8.  | Paul Codrea       | AC Siena              | Middenvelder | 3 | 1 | 1 | 0 | 0 | 0 | 0 | 0 |
| 9.  | Ciprian Marica    | VfB Stuttgart         | aanvaller    | 0 | 0 | 0 | 0 | 0 | 0 | 0 | 0 |
| 10. | Adrian Mutu       | ACF Fiorentina        | Aanvaller    | 3 | 0 | 2 | 1 | 0 | 1 | 0 | 0 |
| 11. | Răzvan Cociș      | Lokomotiv Moskou      | Middenvelder | 3 | 1 | 1 | 0 | 0 | 0 | 0 | 0 |
| 12. | Marius Popa       | Politehnica Timișoara | Doelman      | 0 | 0 | 0 | 0 | 0 | 0 | 0 | 0 |
| 13. | Cristian Săpunaru | Rapid Boekarest       | Verdediger   | 0 | 0 | 0 | 0 | 0 | 0 | 0 | 0 |
| 14. | Sorin Ghionea     | Steaua Boekarest      | Verdediger   | 1 | 0 | 0 | 0 | 0 | 0 | 0 | 0 |
| 15. | Dorin Goian       | Steaua Boekarest      | Verdediger   | 2 | 0 | 0 | 0 | 0 | 2 | 0 | 0 |
| 16. | Bănel Nicoliță    | Steaua Boekarest      | Middenvelder | 3 | 1 | 1 | 0 | 0 | 0 | 0 | 0 |
| 17. | Cosmin Moți       | Dinamo Boekarest      | Verdediger   | 0 | 0 | 0 | 0 | 0 | 0 | 0 | 0 |
| 18. | Marius Niculae    | Inverness             | Aanvaller    | 2 | 1 | 1 | 0 | 0 | 0 | 0 | 0 |
| 19. | Adrian Cristea    | Dinamo Boekarest      | Middenvelder | 0 | 0 | 0 | 0 | 0 | 0 | 0 | 0 |
| 20. | Nicolae Dică      | Steaua Boekarest      | Middenvelder | 3 | 3 | 0 | 0 | 0 | 0 | 0 | 0 |
| 21. | Daniel Niculae    | AJ Auxerre            | Aanvaller    | 3 | 1 | 0 | 0 | 0 | 1 | 0 | 0 |
| 22. | Ștefan Radu       | SS Lazio              | Verdediger   | 0 | 0 | 0 | 0 | 0 | 0 | 0 | 0 |
| 23. | Eduard Stăncioiu  | CFR Cluj              | Doelman      | 0 | 0 | 0 | 0 | 0 | 0 | 0 | 0 |

| W | Wedstrijden        |
|   | Invalbeurten       |
|   | Gewisseld          |
| D | Doelpunten         |
| A | Assists/Voorzetten |
|   | Gele kaarten       |
|   | 2 x geel = rood    |
|   | Rode kaarten       |

Groep A:  Zwitserland ·  Tsjechië ·  Portugal ·  Turkije
Groep B:  Oostenrijk ·  Kroatië ·  Duitsland ·  Polen
Groep C:  Roemenië ·  Frankrijk ·  Nederland ·  Italië
Groep D:  Spanje ·  Rusland ·  Griekenland ·  Zweden
FRF · A-internationals · Selecties · Bondscoaches · Statistieken · Roemeens vrouwenelftal · Olympisch elftal · Roemenië U21 · Roemenië U20 · Roemenië U19 · Roemenië U18 · Roemenië U17 · Roemenië U16
1922 – 1929 · 
1930 – 1939 · 
1940 – 1949 · 
1950 – 1959 · 
1960 – 1969 · 
1970 – 1979 · 
1980 – 1989 · 
1990 – 1999 · 
2000 – 2009 · 
2010 – 2019 · 
2020 – 2029
EK's: 1984 · 
1996 · 
2000 · 
2008 · 
2016 · 
2024
WK's: 1930 · 
1934 · 
1938 · 
1970 · 
1990 · 
1994 · 
1998
OS: 1924 · 
1952 · 
1964 · 
2020
1922 · 
1923 · 
1924 · 
1925 · 
1926 · 
1927 · 
1928 · 
1929 · 
1930 · 
1931 · 
1932 · 
1933 · 
1934 · 
1935 · 
1936 · 
1937 · 
1938 · 
1939 · 
1940 · 
1941 · 
1942 · 
1943 · 
1944 · 
1945 · 
1946 · 
1947 · 
1948 · 
1949 · 
1950 · 
1952 · 
1952 · 
1953 · 
1954 · 
1955 · 
1956 · 
1957 · 
1958 · 
1959 · 
1960 · 
1961 · 
1962 · 
1963 · 
1964 · 
1965 · 
1966 · 
1967 · 
1968 · 
1969 · 
1970 · 
1971 · 
1972 · 
1973 · 
1974 · 
1975 · 
1976 · 
1977 · 
1978 · 
1979 · 
1980 · 
1981 · 
1982 · 
1983 · 
1984 · 
1985 · 
1986 · 
1987 · 
1988 · 
1989 · 
1990 · 
1991 · 
1992 · 
1993 · 
1994 · 
1995 · 
1996 · 
1997 · 
1998 · 
1999 · 
2000 · 
2001 · 
2002 · 
2003 · 
2004 · 
2005 · 
2006 · 
2007 · 
2008 · 
2009 · 
2010 · 
2011 · 
2012 · 
2013 · 
2014 · 
2015 ·
2016 ·
2017 ·
2018 ·
2019 ·
2020 ·
2021 ·
2022 ·
2023
Albanië ·
Algerije ·
Andorra ·
Argentinië ·
Armenië ·
Australië ·
Azerbeidzjan ·
België ·
Bolivia ·
Bosnië en Herzegovina ·
Brazilië ·
Bulgarije ·
Chili ·
China ·
Colombia ·
Congo-Kinshasa ·
Cuba ·
Cyprus ·
DDR ·
Denemarken ·
Duitsland ·
Ecuador ·
Egypte ·
Engeland ·
Estland ·
Faeröer ·
Finland ·
Frankrijk ·
Georgië ·
Griekenland ·
Honduras ·
Hongarije ·
Ierland ·
IJsland ·
Irak ·
Iran ·
Israël ·
Italië ·
Ivoorkust ·
Japan ·
Joegoslavië ·
Kameroen ·
Kazachstan · 
Kosovo · 
Kroatië ·
Letland ·
Liechtenstein ·
Litouwen ·
Luxemburg ·
Malta ·
Marokko ·
Mexico ·
Moldavië ·
Montenegro ·
Nederland ·
Nigeria ·
Noord-Ierland ·
Noord-Macedonië ·
Noorwegen ·
Oekraïne ·
Oostenrijk ·
Paraguay ·
Peru ·
Polen ·
Portugal ·
Rusland ·
San Marino ·
Schotland ·
Servië ·
Slovenië ·
Slowakije ·
Sovjet-Unie ·
Spanje ·
Trinidad en Tobago ·
Tsjechië ·
Tsjecho-Slowakije ·
Tunesië ·
Turkije ·
Turkmenistan ·
Uruguay ·
Verenigde Arabische Emiraten ·
Verenigde Staten ·
Wales ·
Wit-Rusland ·
Zuid-Korea ·
Zweden ·
Zwitserland
Albanië (2016) · 
Frankrijk (2008) · 
Frankrijk (2016) · 
Italië (2008) · 
Nederland (2008) · 
Zwitserland (2016)